# Hamdzsu
Hamdzsu (hangul: 함주군, Hamdzsu-kun, handzsa: 咸州郡, RR: Hamju-kun, ’nagy település’) megye Észak-Koreában, Dél-Hamgjong (Hamgyŏng) tartományban. 1930-ban választották le Hamhung (Hamhŭng) városból, és emelték megyei rangra.

## Földrajza
Nyugatról Dél-Phjongan (P'yŏngan) tartománybeli Tehung (Taehŭng), északról Jonggvang (Yŏnggwang), keletről Hamhung (Hamhŭng), délnyugatról Jodok (Yodŏk), délről Csongphjong (Chŏngp'yŏng) és a Japán-tenger (Keleti-tenger) határolja.
Legmagasabb pontja az 1741 méter magas Cseilbong (제일봉; 第一峯, Cheilbong).

## Közigazgatása
1 községből (up (ŭp)), 36 faluból (ri (ri)) és 2 munkásnegyedből (rodongdzsagu (rodongjagu)) áll:
| - Hamdzsu-up (함주읍; 咸州邑, Hamju-ŭp) - Kojang-ri (고양리; 高陽里, Koyang-ri) - Kuszang-ri (구상리; 九上里, Kusang-ri) - Tongbong-ri (동봉리; 東峯里, Tongbong-ri) - Tongam-ri (동암리; 東岩里, Tongam-ri) - Tongvon-ri (동원리; 東元里, Tongwŏn-ri) - Rjondzsi-ri (련지리; 連地里, Ryŏnji-ri) - Rjonpho-ri (련포리; 連浦里, Ryŏnp'o-ri) - Rodong-ri (로동리; 蘆洞里, Rodong-ri) - Rjongan-ri (룡안리; 龍安里, Ryongan-ri) - Puhung-ri (부흥리; 富興里, Puhŭng-ri) - Pulgunbjol-ri (붉은별리; 붉은별里, Pulgŭnbyŏl-ri) - Szangdzsung-ri (상중리; 上中里, Sangjung-ri) - Szongdzsong-ri (송정리; 松亭里, Songjŏng-ri) - Szudong-ri (수동리; 水東里, Sudong-ri) - Szuhung-ri (수흥리; 洙興里, Suhŭng-ri) - Singjong-ri (신경리; 新京里, Sin'gyŏng-ri) - Sindok-ri (신덕리; 新德里, Sindŏk-ri) | - Sinszang-ri (신상리; 新上里, Sinsang-ri) - Sinszong-ri (신성리; 新成里, Sinsŏng-ri) - Sinha-ri (신하리; 新下里, Sinha-ri) - Undong-ri (운동리; 雲東里, Undong-ri) - Unbong-ri (운봉리; 雲峯里, Unbong-ri) - Vondong-ri (원동리; 元東里, Wŏndong-ri) - Csean-ri (재안리; 재안里, Chaean-ri) - Csojang-ri (조양리; 朝陽里, Choyang-ri) - Csuszo-ri (주서리; 州西里, Chusŏ-ri) - Csiszok-ri (지석리; 支石里, Chisŏk-ri) - Cshonvon-ri (천원리; 川原里, Ch'ŏnwŏn-ri) - Cshuszang-ri (추상리; 楸上里, Ch'usang-ri) - Phogu-ri (포구리; 浦口里, P'ogu-ri) - Phohang-ri (포항리; 浦項里, P'ohang-ri) - Phungszong-ri (풍성리; 豊成里, P'ungsŏng-ri) - Phungszong-ri (풍송리; 豊松里, P'ungsong-ri) - Hangszu-ri (항수리; 項水里, Hangsu-ri) - Hungbong-ri (흥봉리; 興峯里, Hŭngbong-ri) - Hungszo-ri (흥서리; 興西里, Hŭngsŏ-ri) |

## Gazdaság
Hamdzsu (Hamju) megye gazdasága mezőgazdaságra és könnyűiparra épül.

## Oktatás
Hamdzsu (Hamju) megye egy főiskolának, számos általános és középiskolának ad otthont.

## Egészségügy
A megye számos egészségügyi intézménnyel rendelkezik, köztük 1 megyei és számos helyi kórházzal.

## Közlekedés
A megye közutakon a szomszédos helységek felől közelíthető meg. A megye vasúti kapcsolattal rendelkezik, a Phjongna (P'yŏngra) vasútvonal része.